# Minerva (песня)
Minerva — песня американской метал-группы Deftones, выпущенная из четвёртого одноимённого студийного альбома в  качестве сингла. Несмотря на то, что альбом в целом содержит некоторые из самых тяжёлых работ группы на сегодняшний день, песня «Minerva» выполнена в стилях альтернативного метала и её также называют шугейзом. В 2016 году «Consequence of Sound» поставила песню «Minerva» под номером 12 в списке «20 лучших песен Deftones», а Джон Хадусек заявил, что «в некотором смысле, Deftones принес шугейз в альт-метал мейнстрим с «Minerva», столь же сокрушительно тяжёлой, как и работы  Smashing Pumpkins и Hum [...]» в их лучшие годы. Сингл достиг в чарте в Billboard Alternative Songs номера 9, номера 16 в Mainstream Rock Tracks и номера 15 в UK Singles Chart.

## Появление в саундтреках
Песня «Minerva» появилась в саундтреках к видеоиграм True Crime: Streets of LA и NHL 2004. Песня была также показана в саундтреке к ремейку 2005 года Дом восковых фигур.

## Видеоклип
Режиссёром видеоклипа к песне «Minerva» стал Пол Федор. Клип необычен сходством с концертным фильмом Pink Floyd: Live at Pompeii. Группа исполняет песню в пустынном ландшафте, опираясь на различные усилители и другое сценическое оборудование. Клип был снят около Солтон-Си в южной Калифорнии в 2003 году во время песчаной бури. Сам процесс съёмки оказался сложным, поскольку песок вызвал проблемы с записывающим оборудованием и настройкой освещения. В конце концов, на съемку ушло 22 часа, когда Эйб Каннингем сказал, что «стрельба отстой», а Чи Ченг назвал результат «ужасным», но всё же добавил: «это тривиальное видео. Мне это очень нравится».

## Список композиций
1. "Minerva" – 4:18
2. "Sinatra" – 4:34
3. "Sleep Walk" – 2:30

## Чарты
| Чарты (2003)                        | Номер позиции |
| ----------------------------------- | ------------- |
| США (Billboard Alternative Airplay) | 9             |
| США (Billboard Mainstream Rock)     | 16            |
| Великобритания (OCC UK Singles)     | 15            |